# Bosque del Adelantado
El Bosque del Adelantado es un pequeño reducto de laurisilva situado muy cerca el casco histórico de La Esperanza, capital del municipio de El Rosario (Canarias, España). Esta área verde tiene una extensión de 25 397 m² y alcanza una altitud entre 850 y 875 m s. n. m.
La gran mayoría del monteverde de este municipio fue talado para utilizar el suelo con fines agrícolas, para aumentar el área de pastoreo o para establecer asentamientos de población. Este fragmento de bosque forma parte de un tramo de barranco que ha logrado conservarse, ya que era utilizado por los vecinos de la zona para abastecerse de leña y de madera. Entre 1994 y 1998 el Ayuntamiento de El Rosario (con la colaboración del Gobierno de Canarias, el Cabildo de Tenerife, el Ministerio de Trabajo y Asuntos Sociales y el Fondo Social Europeo) realizó distintas acciones que permitieron que este espacio se recuperase.
Se localiza entre el antiguo edificio del ayuntamiento del municipio y la parroquia de la localidad, sirviendo de enlace entre la parte alta y la baja de La Esperanza. 

## Toponimia
El bosque recibe este nombre porque el adelantado Alonso Fernández de Lugo, conquistador de la isla pasó por este lugar al huir de los guanches con los soldados que sobrevivieron a la primera batalla de Acentejo, rumbo a su campamento que se situaba en Añaza.
Fernández de Lugo ostentaba el título de Adelantado, distinción que se concedía a las personas que emprendían una acción importante por mandato real, otorgado por los Reyes Católicos. De ahí el nombre que recibe este trocito de bosque. 

## Vegetación
La vegetación de este fragmento de bosque está formada principalmente por laureles (Laurus azorica), brezos (Erica arborea), viñatigos (Persea indica), trepadora Bicacarera (Canarina canariensis) y por arbustos como la pata de gallo (Geranium canariense).

## Comunicaciones
Se accede al parque a través de la Carretera de La Esperanza TF-24.

### Transporte público
En autobús —guagua— queda conectado mediante la línea de Transportes La Esperanza.
| Línea | Trayecto                          |
| ----- | --------------------------------- |
| 042   | La Laguna - Las Rosas - La Laguna |

## Galería

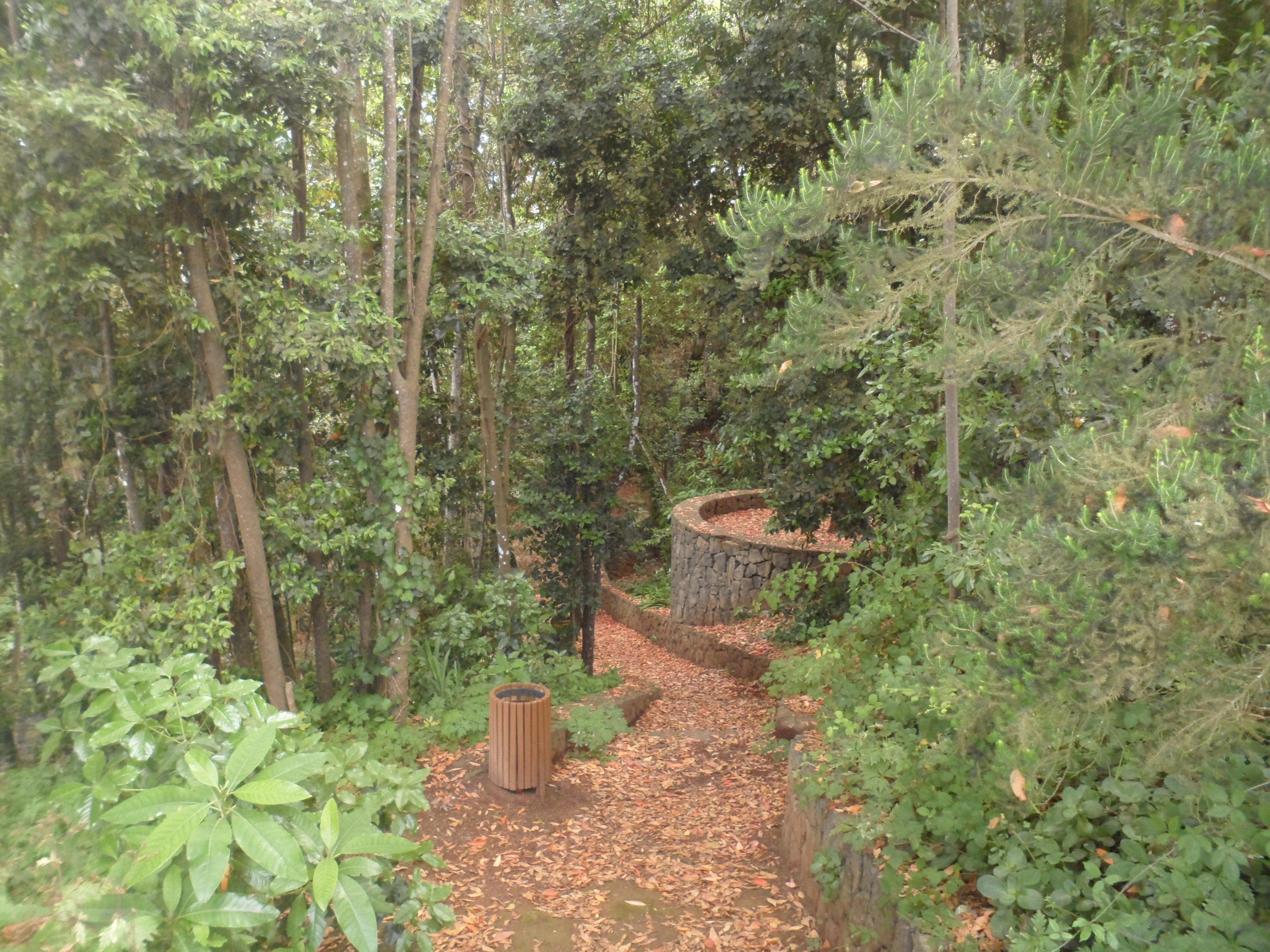
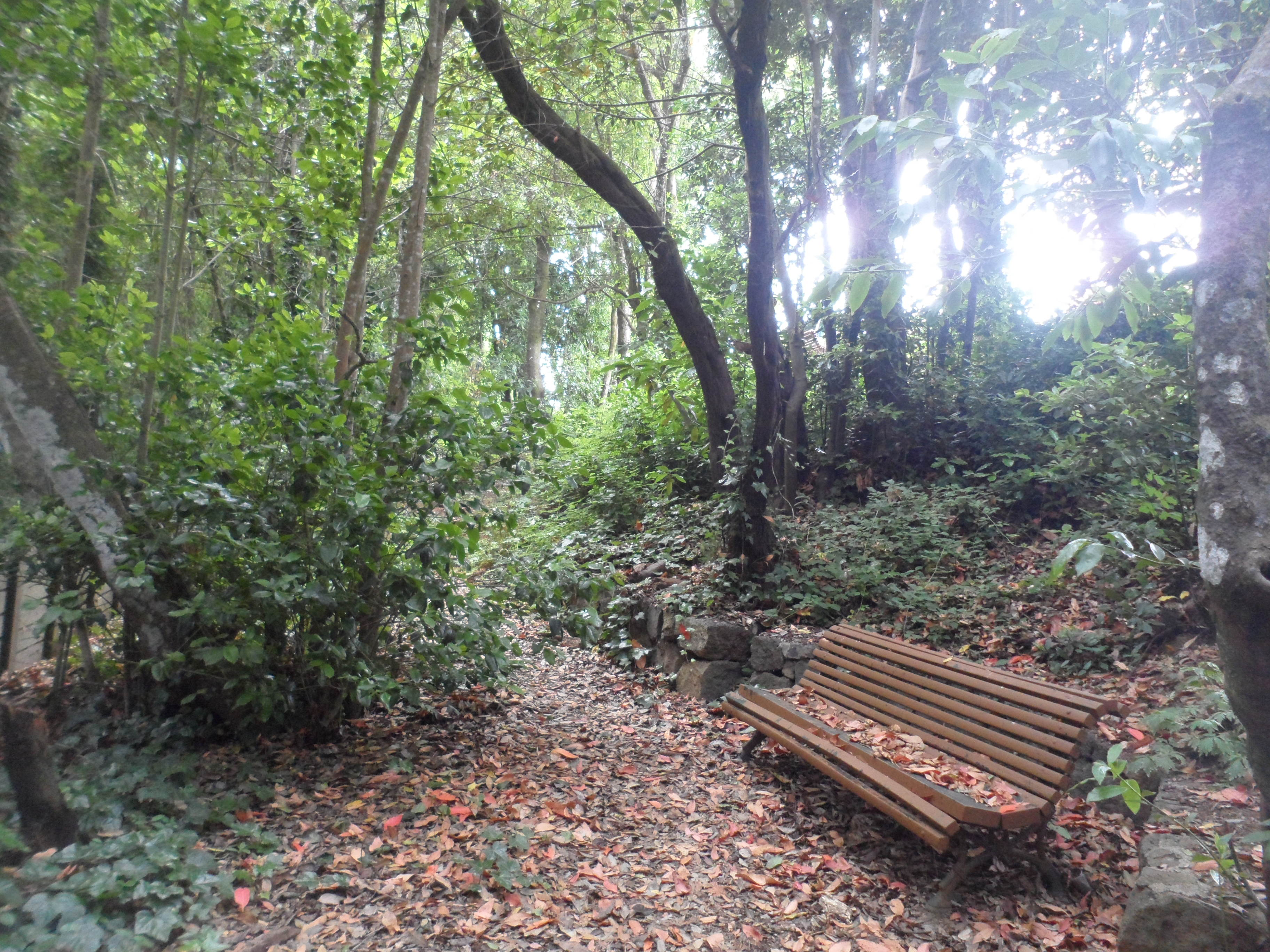
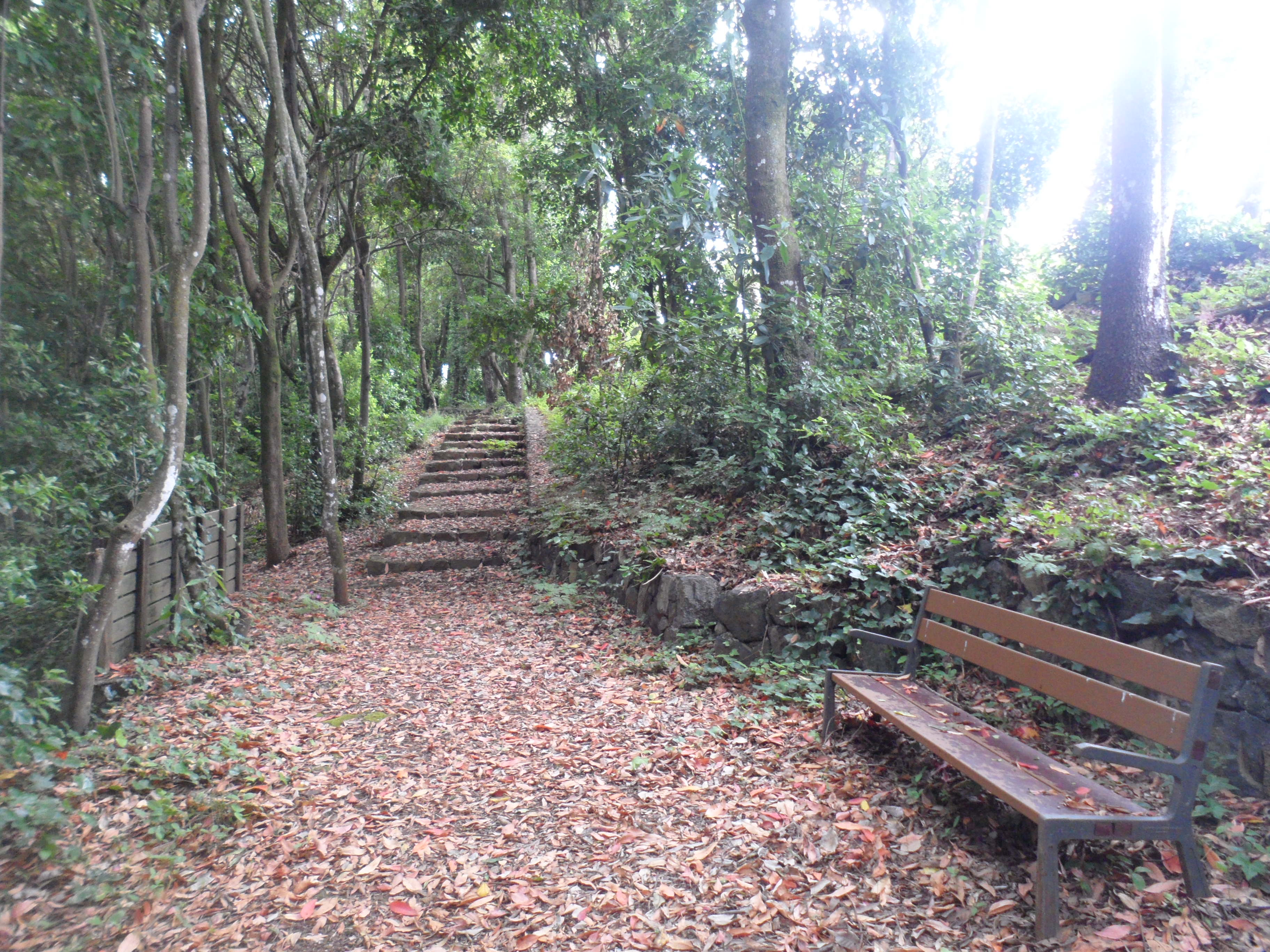
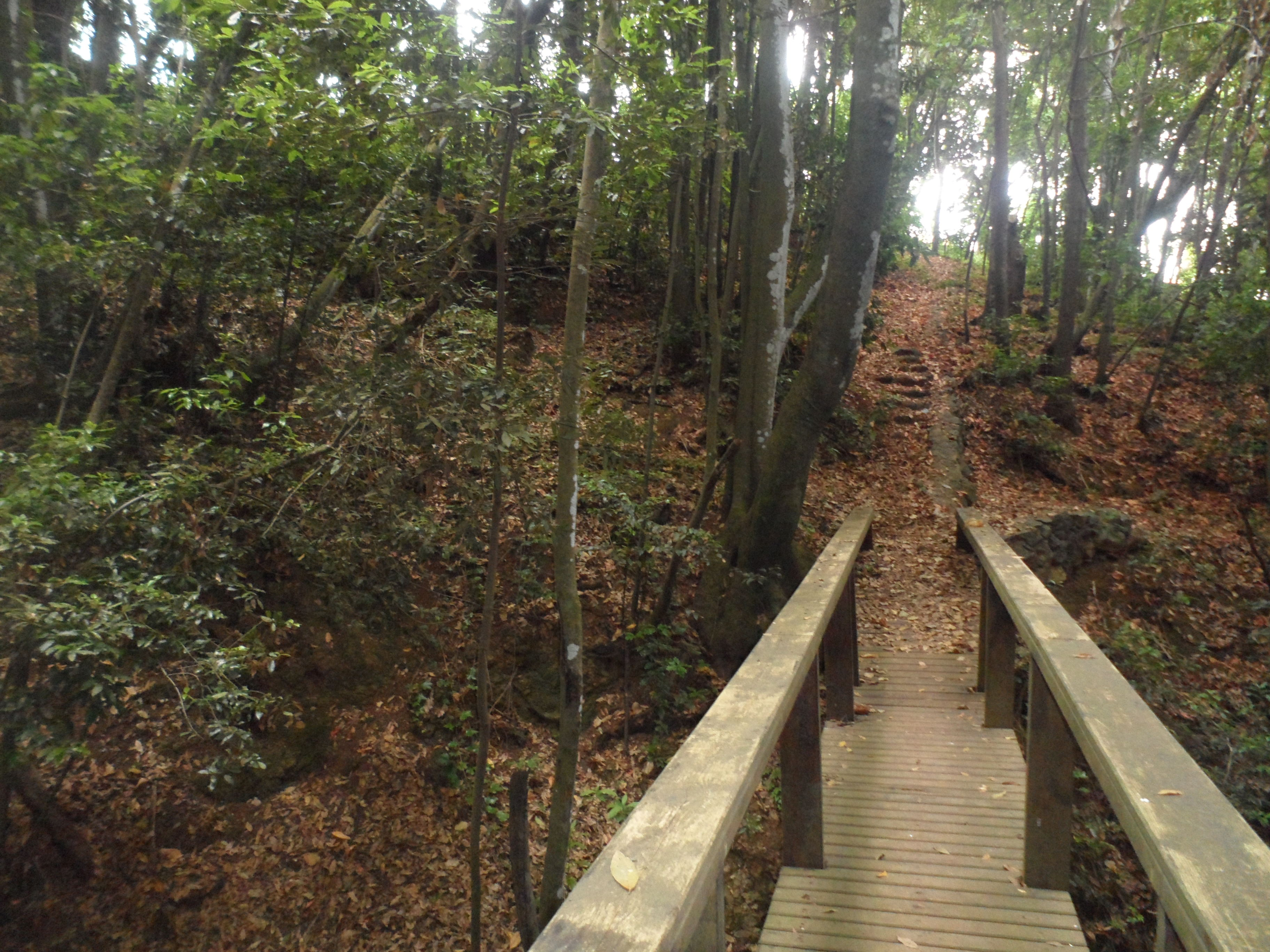
Uno de sus puentes de madera.
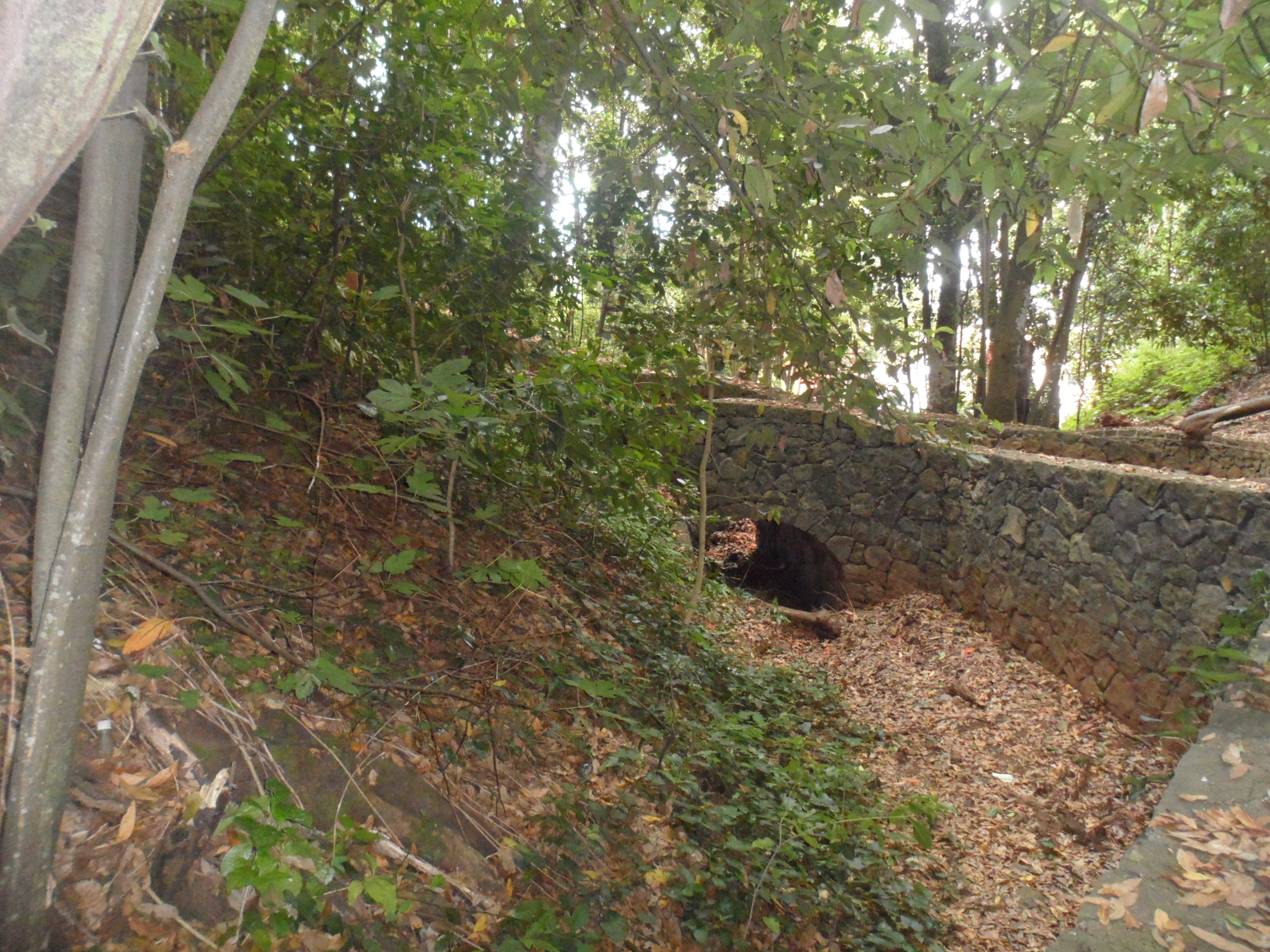
El puente de piedra.
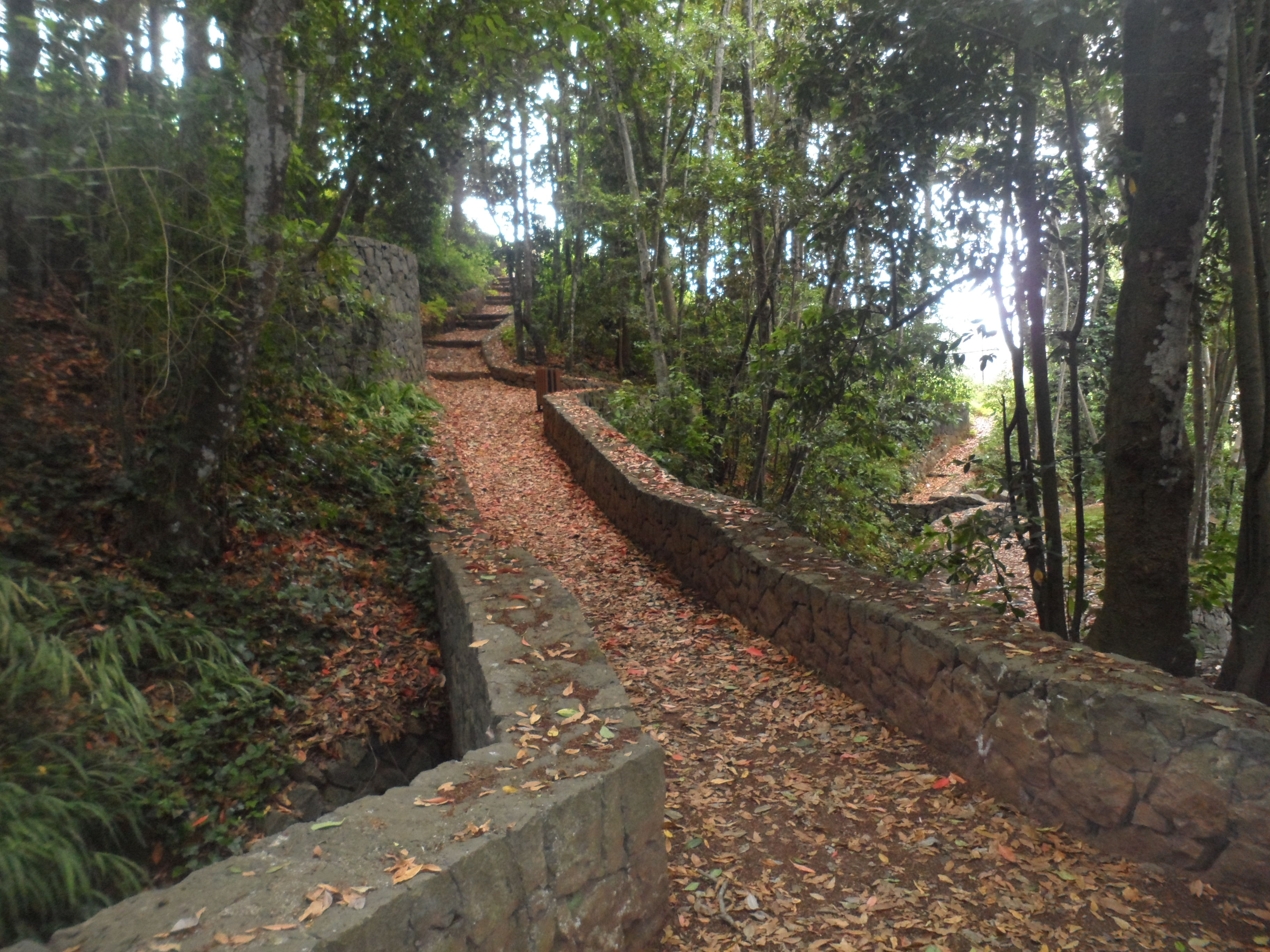
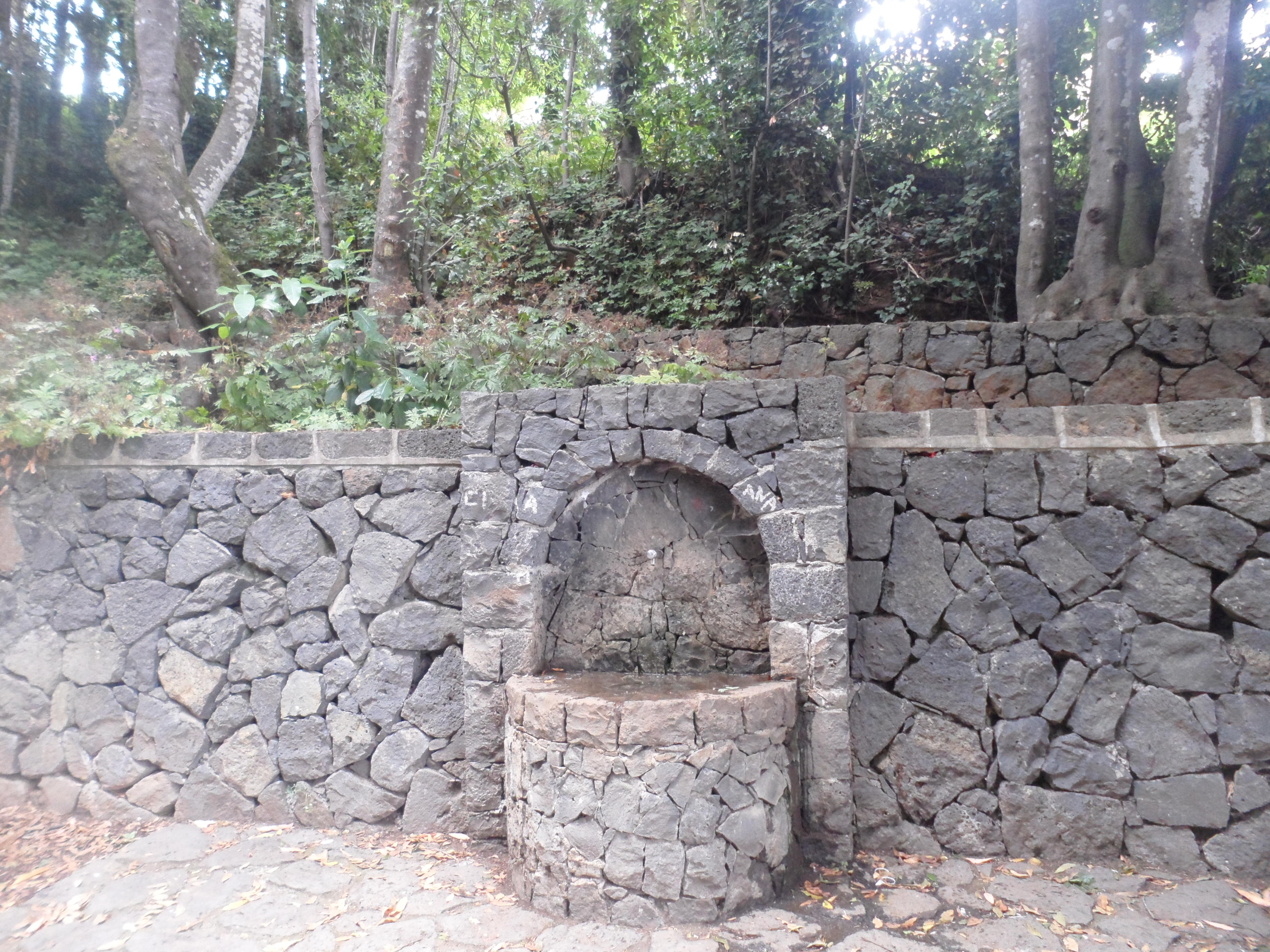
Fuente
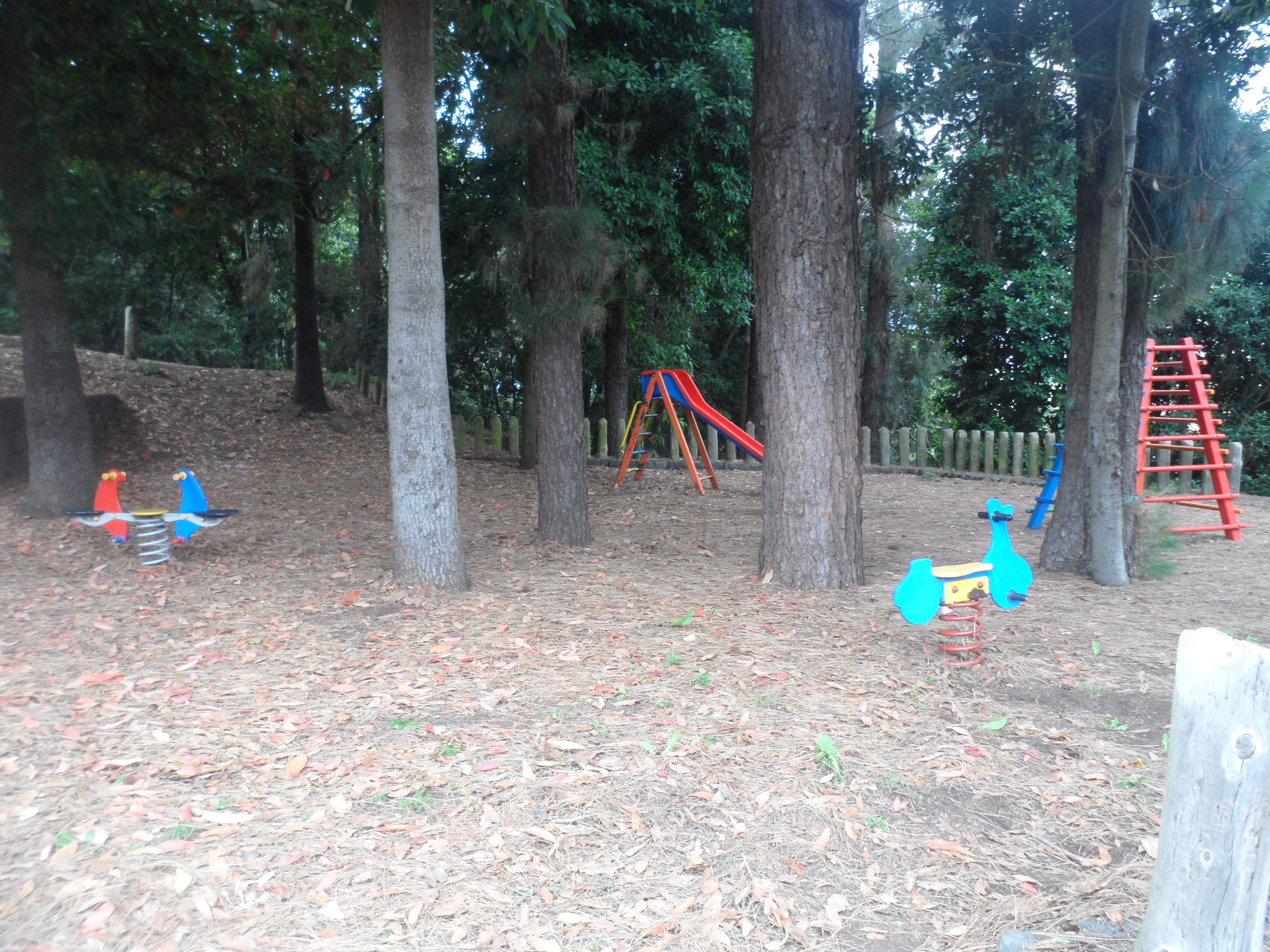
Zona de columpios en una de sus entradas.